# Герман Вейнберг
Герман Вейнберг (у світі Олександр Адамович Вейнберг; 8 жовтня 1885, Єлисаветград (тепер Кропивницький), Україна — 24 травня 1942, Акомолинський відділ Карлаг, Карагандинська область) — єпископ Російської православної церкви, єпископ Алма-Атинський. 

## Життєпис
1912 – закінчив фізико-математичний факультет Санкт-Петербурзького університету. 
У тому ж році поступив до Санкт-Петербурзької духовної академії.
24 листопада 1913 пострижений у чернецтво, потім рукопокладений у ієродиякона, з 30 грудня 1914 — ієромонах..
1916 – закінчив Петроградську духовну академію..
1916—1917 — викладач Житомирського училища пастирів імені Івана Кронштадтського.
19 жовтня 1926 – хіротонісан в єпископа Масальського, вікарія Калузької єпархії. 
23 січня 1929 — єпископ Багульминський, вікарій Казанської єпархії.
3 квітня 1930 — єпископ Алма-Атинський. 
Рішуче критикував діяльність обновленського руху, морально і матеріально підтримував засланців, у тому числі священиків, яким дозволяв на Літургії причащатися у вівтарі у повному облачінні. Співробітничав з освітянами, що мешкали в Алма-Аті, зокрема збирав інформацію про мощі апостола святого євангеліста Матвія, які знаходилися поблизу міста. Цікавився астрономією. 
Академік Володимир Щелкачев, який на початку 1930-х був політ-в'язнем в Алма-Аті, згадував: 

| Я добре пам'ятаю Владику Германа. Він був невеличкий на зріст і дуже худенький. Було зрозуміло, що перед тобою — аскет. У ньому не було ніякої пихи, величавості. Він був максимально простим. Мешкав у притворі Миколаївської церкви, і до нього ходили всі засланці, нещасні і нужденні, і він їм віддавав усе, що мав. Це був справжній безсрібник. Проповіді його були високими по духу, але зрозумілі для всіх. Він багато і напружено працював. Інколи до церкви під'їжджав на конячці, що запряжена в лінійку, один із прихожан. Владика сідав у лінійку, і вони їхали по ґрунтованому шляху у напрямку Медео. Піднявшись доволі високо, вони повертали до ущелини, і Владика, залишивши лінійку і візника, один піднімався в гори помолитися і відпочити. |
Був тимчасовим членом Тимчасового Патріаршого Священного Синоду на час зимової сесії 1932—1933.
10 грудня 1932 – єпископ Герман був арештований в Алма-Аті безпосередньо у церкві після вечірньої служби разом з архімандритом Феогеном Козиревим і усім кліром Миколо-Кучугурської церкви — єдиного храму патріаршої церкви у місті. Усі вони були звинувачені в участі у контрреволюційній організації церковників. 
25 червня 1933 – трійкою при уповноваженому ОДПУ у Казахстані засуджений до 8 років позбавлення волі у Карлазі.
У 1937 був визнаний інвалідом, не здатним до фізичної праці, але вже у наступному році, перебуваючи у таборі, був знову засуджений — цього разу на 10 років — за звинуваченням у висловлюваннях, «що дискредитують совєцьке будівництво і які ображають вождів партії».
Табірне начальство давало йому таку характеристику: 

| Затятий служитель культу. Не виключена можливість релігійної пропаганди серед вірян. Потребує соціального спостереження. Слабкий на здоров'я: порок серця, виснаження, склероз судин. Ставлення до праці механічне. Неуважний. Норму не виконує. |
Помер 24 травня 1942 року у стаціонарі у відділенні «Акмолинське» Карлагу від серцевого нападу. 